# Gloria Münchmeyer
Gloria Münchmeyer, właśc. María Gloria Münchmeyer Barber (ur. 2 września 1938 w Santiago) – chilijska aktorka filmowa, teatralna i telewizyjna. Laureatka Pucharu Volpiego dla najlepszej aktorki na 47. MFF w Wenecji za rolę w filmie Księżyc w lustrze (1990) w reżyserii Silvia Caiozziego.